# 山北公園
山北公園（山北社區托兒所暨活動中心/山北社區/山北活動中心/山北社區活動中心）是中和區漳和區山北分區（包括六個里：中原、福美、福真、福英、福祥、佳和）的活動中心，並不是社區鄰里公園，不過由於興建時盡可能地綠美化，故猶如一座小公園。位在中和區莊敬路49巷29弄2號，東與福美公園隔著車流量不多的莊敬路，北鄰勝利路，南鄰莊敬路49巷，西邊與土地公廟「福美宮」隔著巷道，格局狹長，與福美公園和福美宮及中和溝旁的步道連成鄰近區域中最大片的公園綠地。

## 設施
- 主建築: 有托兒所(附兒童遊樂設施)、公廁[9]。目前由私立托兒所進駐。
- 溜冰場[10]
- 綠林小徑: 栽植十幾株山櫻花，及樟樹、水黃皮、白玉蘭、芒果等，與季節草花。
- 廣場: 一為圓形，一為半圓形。
- 行人道: 沿公園外圍，栽植成排的小葉欖仁。

## 交通方式
搭「中和市公所免費捷運接駁公車」於「山北社區」站下車即抵達。

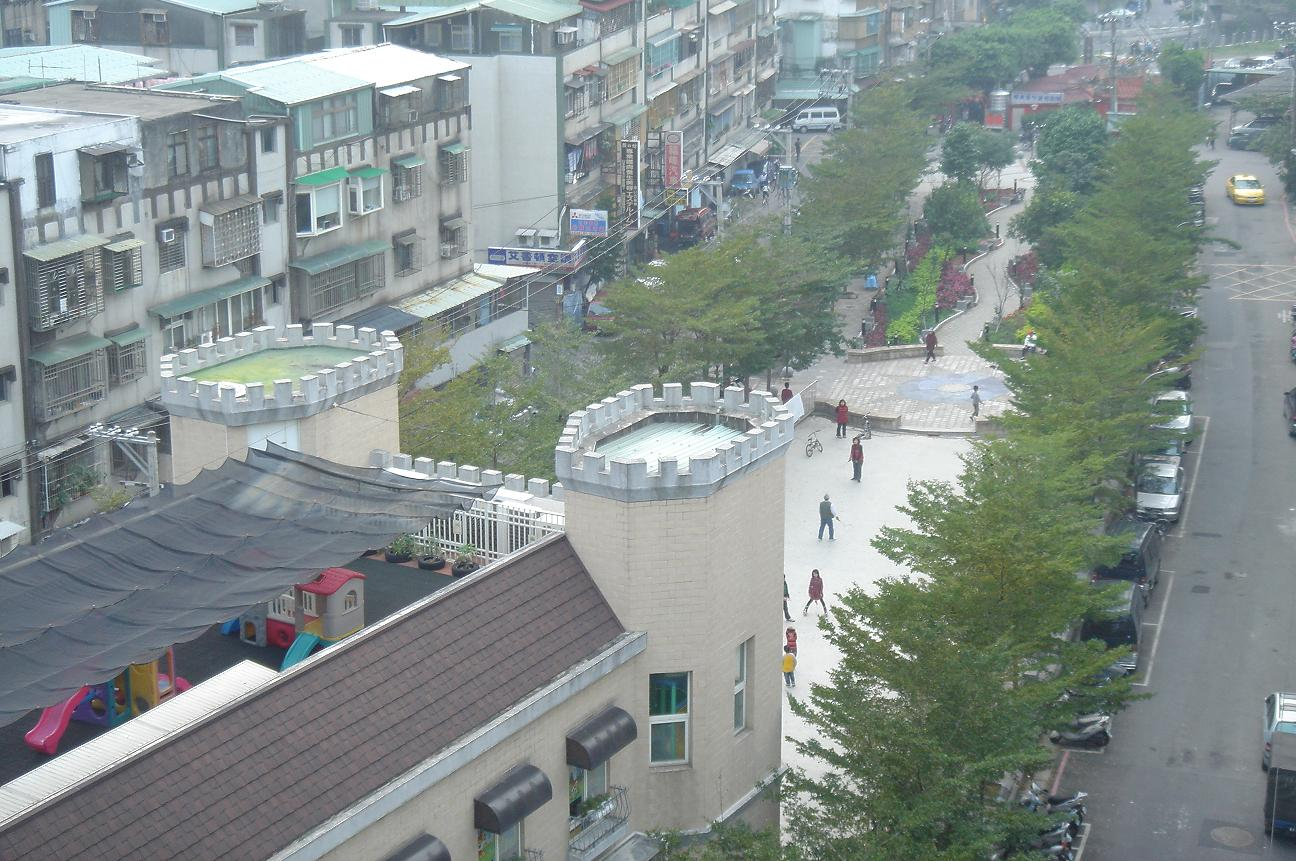
鳥瞰山北公園，遠端鄰福美宮。
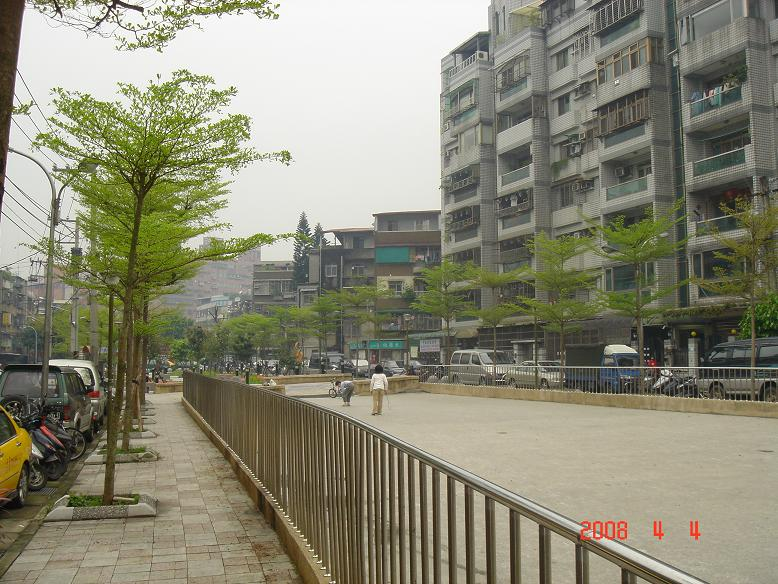
山北公園溜冰場
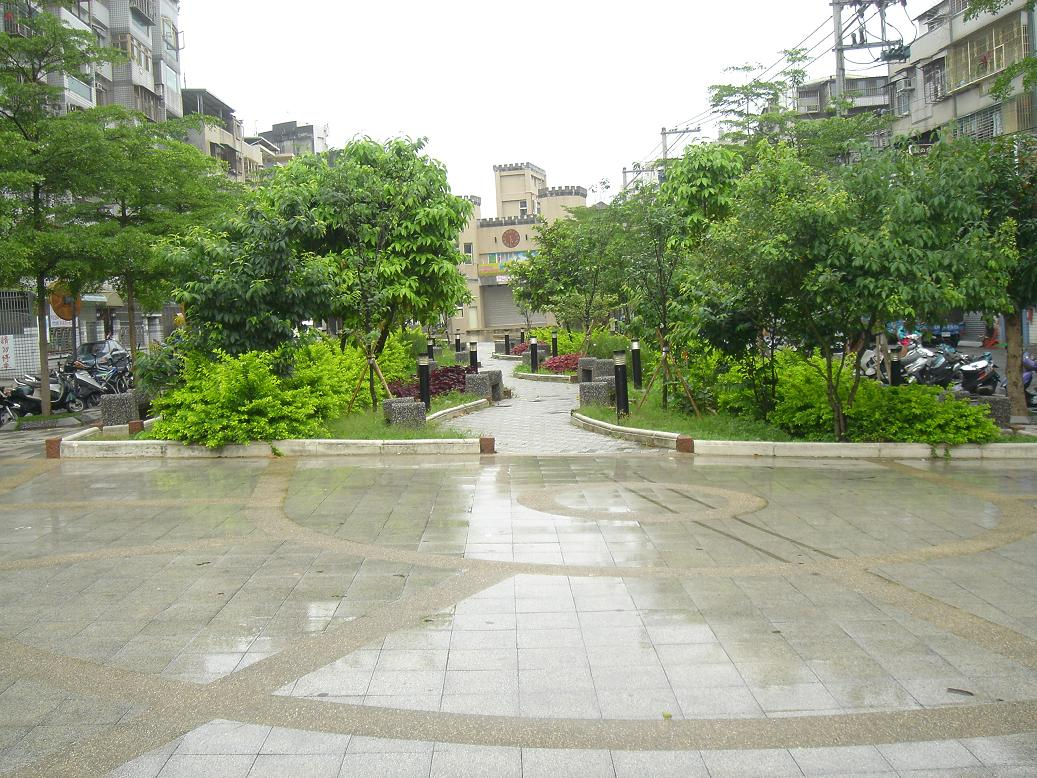
山北公園廣場與綠林小徑
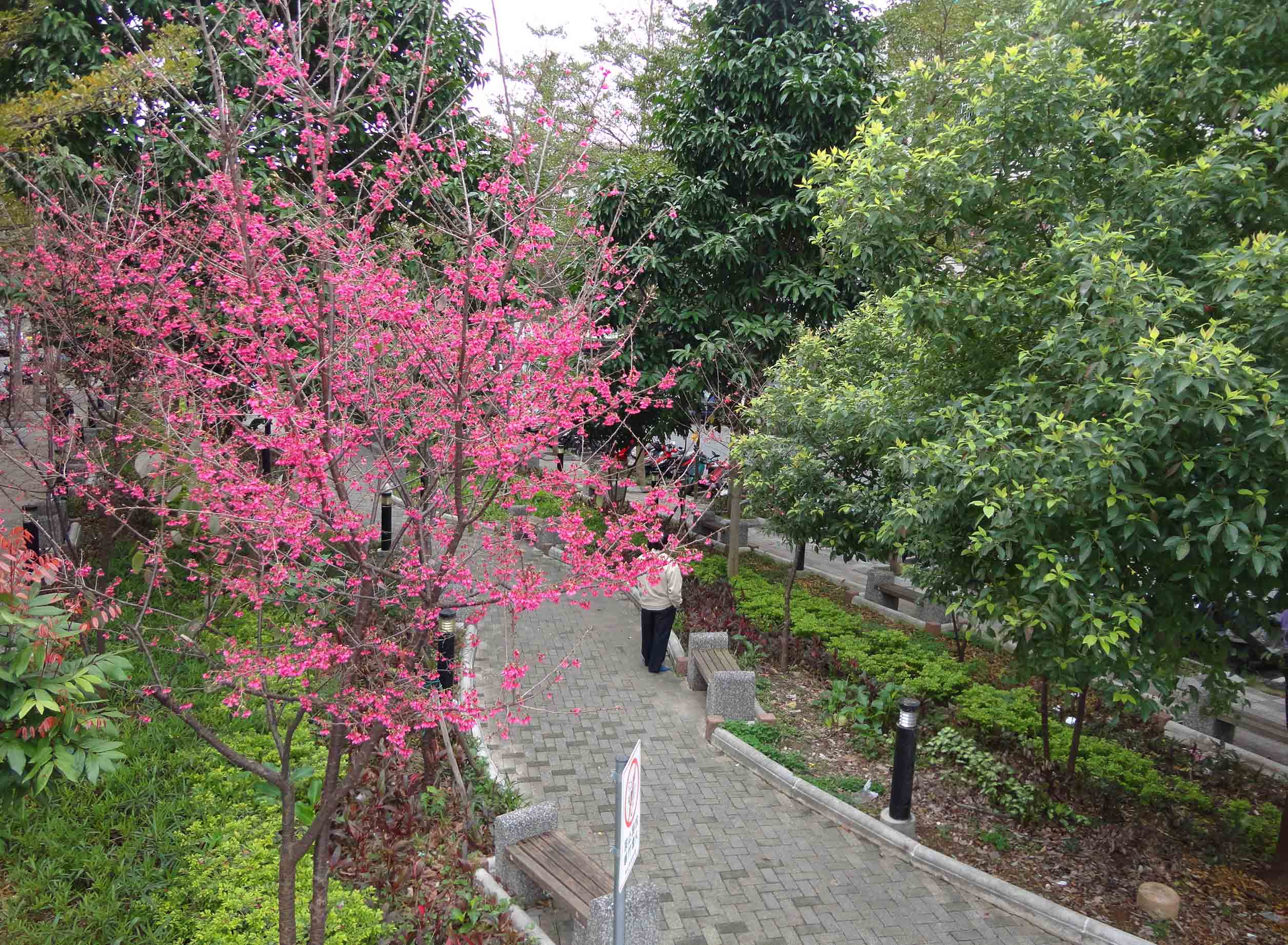
山北公園內栽植的山櫻花盛開
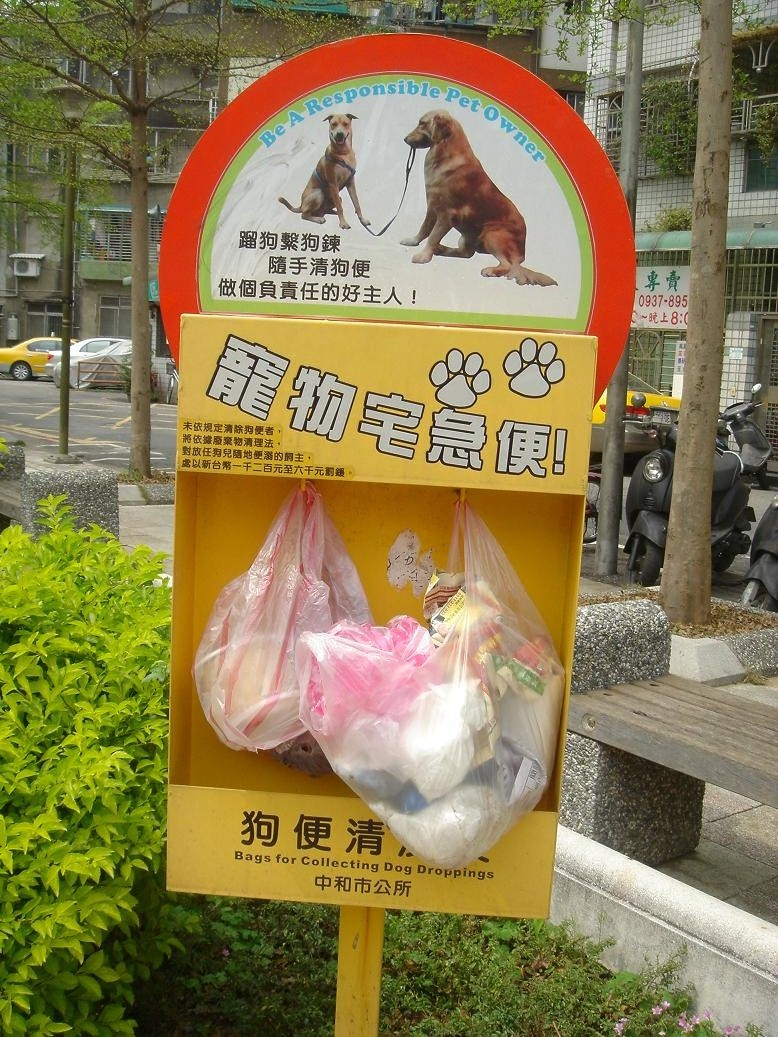
山北公園狗便清潔袋供應箱